# Smilacina hroznovitá
Smilacina hroznovitá (Maianthemum racemosum, syn. Smilacina racemosa) je stínomilná trvalka z čeledi chřestovitých (Asparagaceae) původem ze Severní Ameriky.

## Popis
Jedná se o vytrvalou bylinu vyrůstající z válcovitého podzemního oddenku vysokou 40–90 cm. Má přímou lodyhu s přisedlými, střídavými, eliptickými až kopinatými listy rostoucími po 8–11 cm, na vrcholu zašpičatělými. Květenstvím je lata s 6–15 bílými květy o šesti korunních lístcích dlouhých 3–6 mm. Kvete od dubna do června, plodem jsou zelené bobule, které v pozdním létě červenají.

## Stanoviště
Smilacina roste v severoamerických lesních a křovinných porostech až do výšek do 2000 metrů, obzvláště v polostinných měkkých a vlhkých půdách. Na západě kontinentu bývají jejím typickým biotopem stinné rokle a pobřeží, kde často roste ve společnosti kapradin, netíku Jordanova (Adiantum jordanii) a trojatce (Trillium).
Vyskytuje se v oblasti od kanadského Newfoundlandu až po Britskou Kolumbii, na severu areál zasahuje až na východ Aljašky, na jihu do Kalifornie a na severozápad do Mexika, do Kansasu, Kentucky, Virginie a Marylandu.
V Evropě ji lze najít pouze jako rostlinu pěstovanou v botanických zahradách.

## Využití
Křehké mladé výhonky zbavené listů se po uvaření mohou jíst – chutí připomínají chřest. Neměly by se však za tímto účelem sbírat, pokud na stanovišti nejsou skutečně hojné. Starší rostliny po odkvětu a začátku produkce semen hořknou a jsou silně vláknité. Indiáni kmene Odžibvejů sbírali kořeny rostlin a vařili je přes noc v nálevu, aby rostlinu zbavili hořkosti a neutralizovali její silné projímavé účinky. Právě kvůli laxativním účinkům, jimiž ovlivňuje obzvláště citlivější jedince, by se měla konzumovat v rozumné míře.
Léčivé obklady ze smilaciny Indiáni s úspěchem používali při léčbě spálenin od slunce. Její kořeny zase východoamerické indiánské kmeny sušily a používaly jako kuřivo pro léčbu dětské hyperaktivity a deprese. Indiáni ji též využívali jako prostředek proti kašli.

## Ohrožení a ochrana
V některých státech USA, např. v Arizoně, Kentucky či Marylandu, je zařazena k ohroženým druhům.

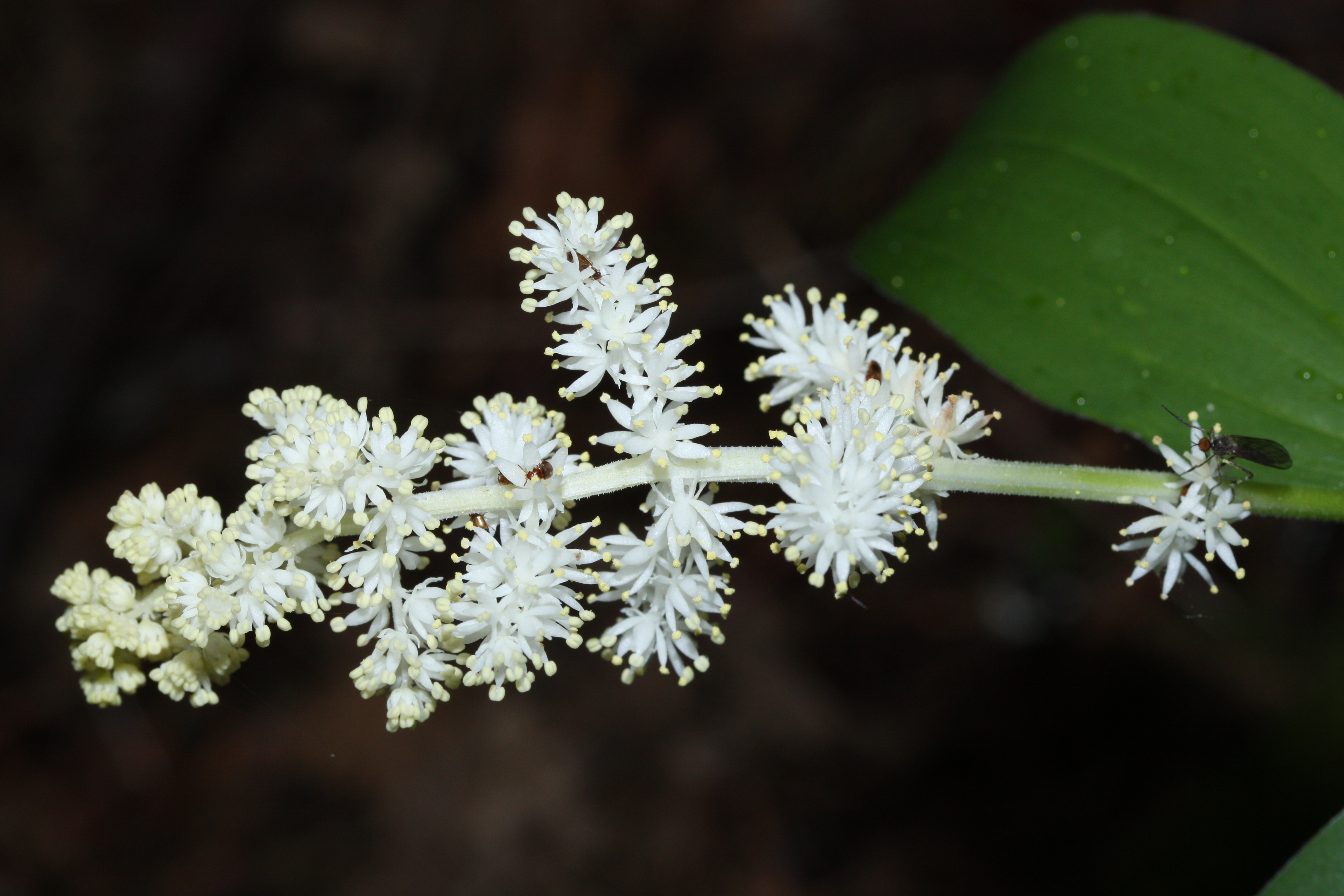
Květenství smilaciny hroznovité
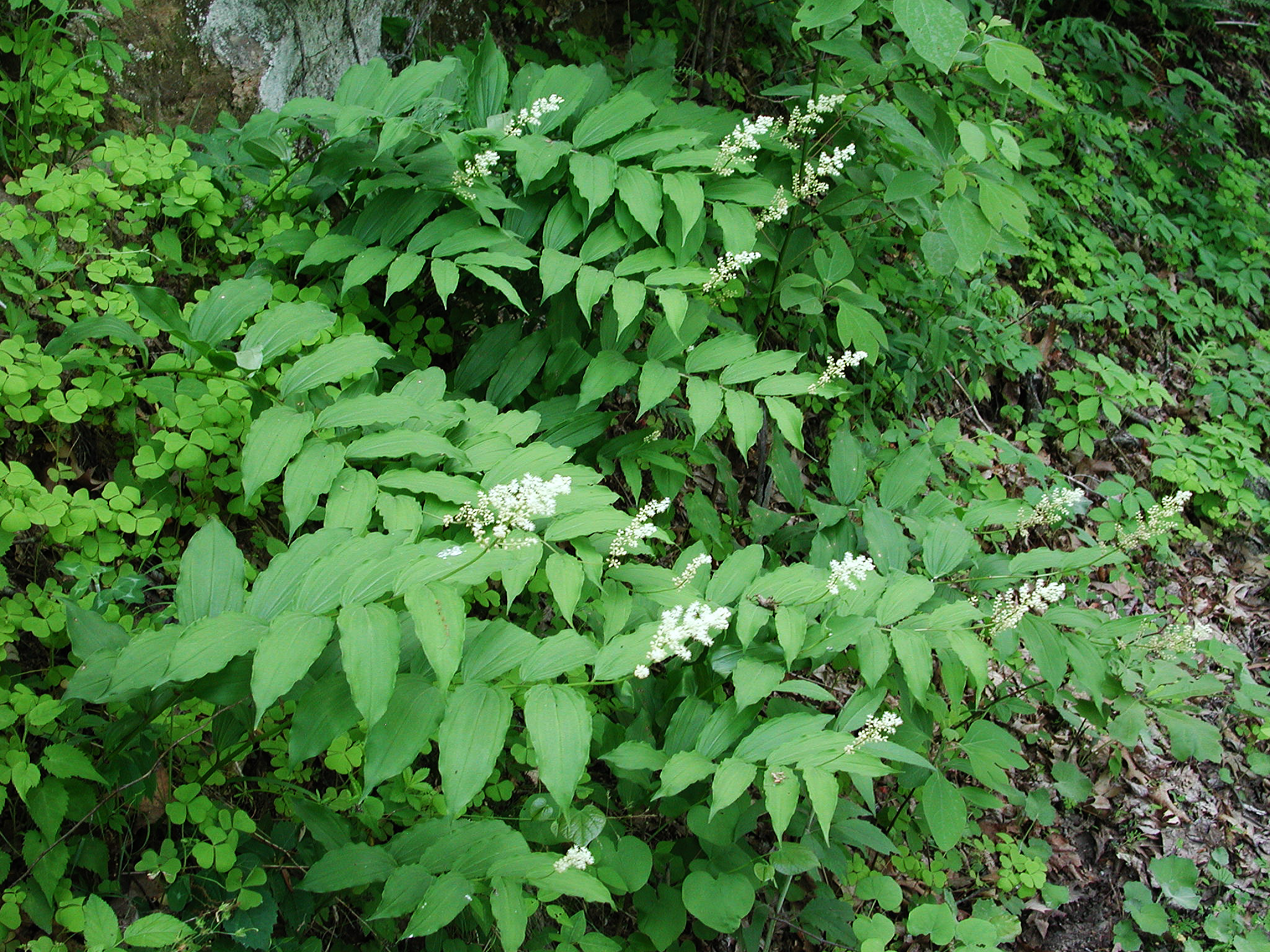
Kvetoucí rostliny
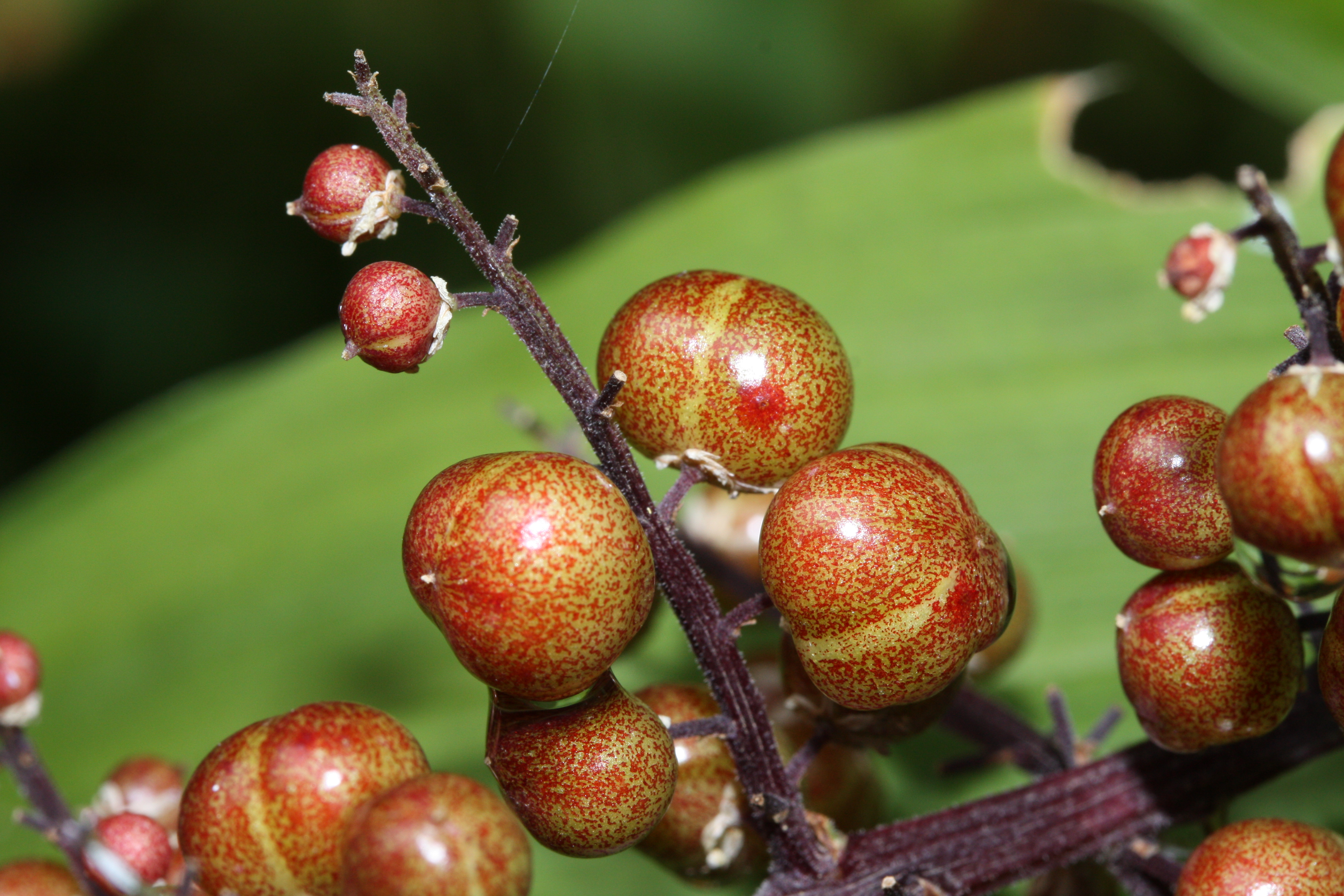
Dozrávající tobolky
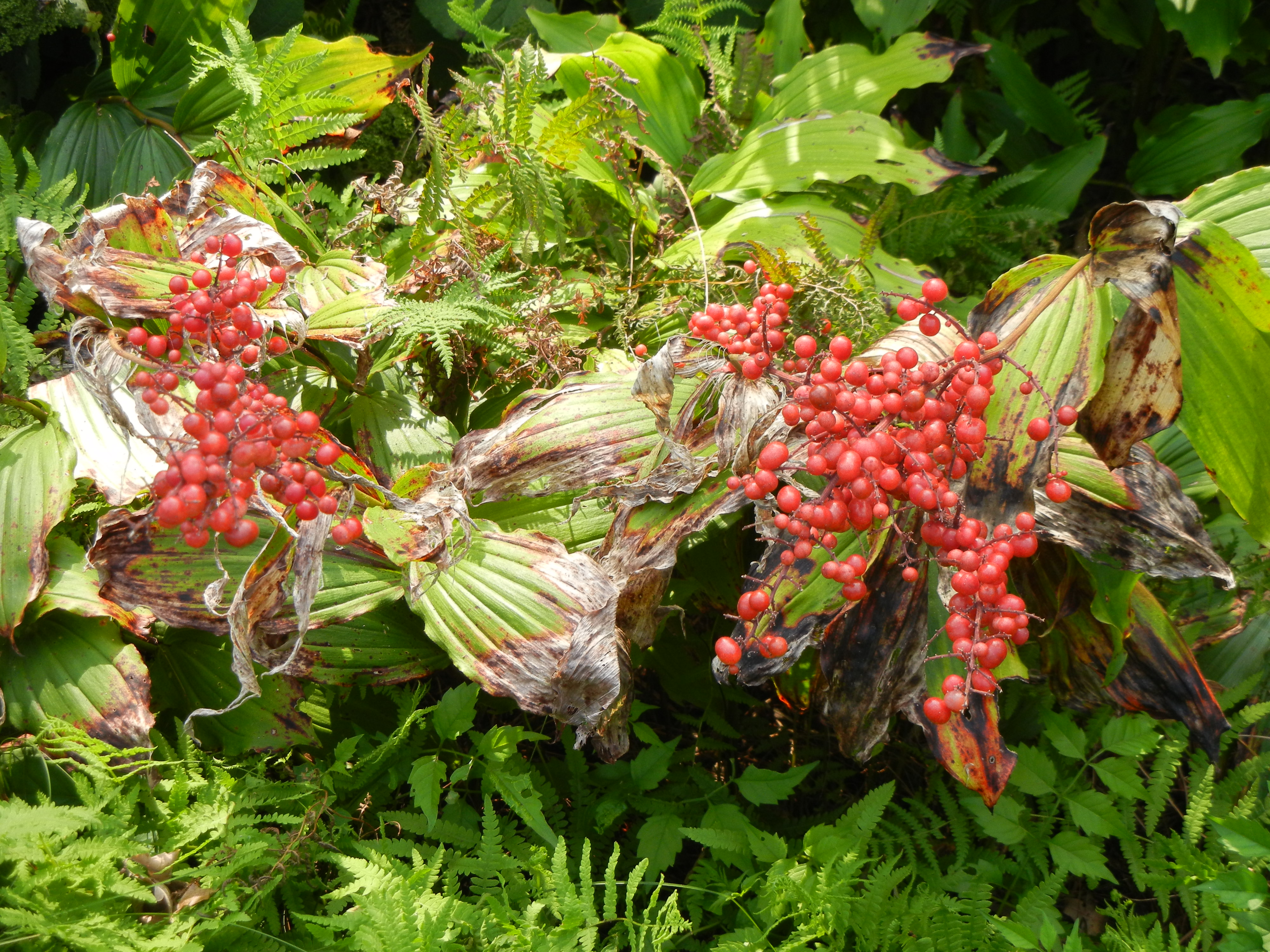
Rostliny s plody